# NGC 7419
NGC 7419 é um aglomerado aberto na direção da constelação de Cepheus. O objeto foi descoberto pelo astrônomo William Herschel em 1787, usando um telescópio refletor com abertura de 18,6 polegadas. Devido a sua moderada magnitude aparente (+13), é visível apenas com telescópios amadores ou com equipamentos superiores.